# 岩田ゆり
岩田 ゆり（いわた ゆり、1981年6月12日 - 2006年9月2日）は、日本の女性ファッションモデル、タレントである。東京都出身。
各種メディアへの出演のほか、フットサル選手やファッションデザイナーなどとしても活動していたが、2006年（平成18年）9月2日、脳出血のため25歳で死去した。

## 人物
初めはファッションモデルとして、1999年（平成11年）から女性ファッション雑誌 『ViVi』（講談社）にレギュラー出演した。2001年（平成13年）10月より、テレビ番組 『ワンダフル』（TBS）における「ワンギャル」（5期生）のひとりとなり、翌年まで出演した。芸能事務所は当初、株式会社ナオプロジェクトに所属していた。
芸能人女子フットサルチーム 「チャクチャク J.b」にもキャプテンとして参加しており、2005年（平成17年）に退団するまで競技していた。

### ファッションデザイン
ファッションデザイナーとしては、『ViVi』のモデル時代に「Mr-Girls」というファッションブランドを作ったのが始まりで、後にはガルシア・マルケスから生まれた自らのブランド 『HbG』を設立して、ファッションディレクターに就任し、ファッションイベント 「東京ガールズコレクション」には第1回から毎年出展していた。

### 突然の死
2006年（平成18年）9月2日（現地時間）、ブランドのプロモーションのために訪れていたアメリカ合衆国、ラスベガスで突然倒れ、病院に救急搬送されたが、午後0時18分に死去した。25歳没。死因は脳動脈瘤破裂による脳内出血であった。
この訃報に接し、同期ワンギャルだった石井あみ、磯部さちよ、西尾祐里らは自身のブログにおいて岩田に言及した。同月、岩田の葬儀が東京、青山葬儀所で行われたが、700人以上訪れた参列者のなかには、EXILEや山本“KID”徳郁、押切もえ、マリエ、佐田真由美、香里奈、一色紗英、新山千春、長谷川潤など大勢の著名人らがいた。
翌年3月に発売されたEXILEのアルバム 『EXILE EVOLUTION』には、親しかった彼女へ向けた楽曲「One love」が収録されている。

## 出演

### TV
- 『vivivi』 （YTV、1999年）
- 『ワンダフル』 第5期ワンギャル （TBS、2001年-2002年）
- 『桂芸能社』 （TBS、2002年）
- 『畑野スタイル』 （TX、2002年）
- 『ろみひー』 （CTV、2003年）
- 『東京天使』 （CX、2003年）
- 『Live de chat』 （NET-TV、2003年）
- 『シブヤファンタジスタ』 （渋谷ビジョン、2003年）

### CM
- オレオ（ナビスコ、1999年）
- リンゴ・あんず・おいしい水（ポッカ、1999年）
- 東京ディズニーランド（スチル、1999年）
- ミキモト化粧品 （会員情報誌、2003年）
- 日本自転車振興会（info-cx、2003年）
- 店舗紹介VP（汐留タワー、2003年）
- ディズニーモバイラルコンテンツ（スチル、2004年）